# Mompha deceptella
Mompha deceptella é uma espécie de mariposa do gênero Mompha pertencente à família Coleophoridae.